# 沙賓·伊利耶
沙賓·伊利耶（羅馬尼亞語：Sabin Ilie，1975年5月11日—），生于克拉約瓦，羅馬尼亞职业足球运动员，现正處半退休狀態，他是著名球員阿德里安·伊利耶的弟弟，有很多人認同他的質素是勝於哥哥的，但他的壞性格使他在職業生涯中錯過了很多機會。

## 球會生涯
他成名於土耳其球會科贾埃利体育。

## 連結
Sabin Ilie's profile and career statistics on romaniansoccer.ro （页面存档备份，存于）